# プリェヴリャ
プリェヴリャ（Pljevlja  (セルビア語キリル・アルファベット: Пљевља, 発音: [pʎêʋʎa])）とは、モンテネグロ北西端に位置する都市。

## 歴史

ローマ帝国時代の同地周辺地図

プリェヴリャにおける最古の人類生活の記録は氷期に遡るが、石器時代にメデナ・スティエナ（Medena Stijena）に築かれた集落のほうがはるかに規模が大きいものであった。
その後は、1世紀にローマ帝国が同地を侵略してくるまでイリュリア人が生活していた。ローマ帝国の支配下では、イリュリア時代の廃墟の上にローマ人が都市を築いた。この都市はS自治体（Sとはこの地の廃墟から見つかった文字の頭文字）と呼ばれている。現在のモンテネグロの領域の中ではドクレアに次いで二番目に大きい都市だったとされている。街は上ダルマチア属州における貿易及び宗教の一大拠点であり、宝石やガラスの花びん等も発掘されている。
6世紀になるとスラヴ人がこの地に南下し、822年に都市を建設、付近を流れる川の名前を取ってブレズニク（Breznik）と命名した。この都市は一世紀以上にわたって栄え、後にセルビア王国のラシュカ州を構成する主要都市のひとつとなった。町はドゥブロヴニク、トリエステ、コトル方面とコンスタンティノープル、サラエヴォ、ベオグラード方面とを結ぶ道路上にあったのである。その後、14世紀頃、現在の名前であるプリェヴリャの名前をも冠するようになった。その後ステファン・ウロシュ4世ドゥシャンの死去にともなってセルビアが崩壊すると、この地の支配者は二転三転し、1462年にオスマン帝国に併合された。
オスマン帝国下ではトルコ語のタシュルジャ（Taşlıca）の名称が使われるようになった。帝国支配下の15世紀から16世紀にかけて、この地には盛んに建物が建立され、1465年に僧院が、1569年にモスクが成立した。その後、1572年にヘルツェゴビナ・サンジャクの中心地がフォチャからこの地に移転し、住宅の数も1468年には72軒だった物が、1516年には150軒、1570年には300軒となり、17世紀には市中心部に650軒、近郊地域に450軒を数えるまでに成長した。18世紀になると下水道が整備され、19世紀にロシア帝国の統領が同地を訪れた時には、とても美しく東洋的で庭やモスク等もあり、家は800軒以上が中心部にあり、7000人程の人口を数えるサンジャク地方の中心都市だと記している。その後は二度の大火に見舞われ、町は廃墟と化し、1833年にヘルツェゴビナ・サンジャクの中心都市はモスタルへと移転した。

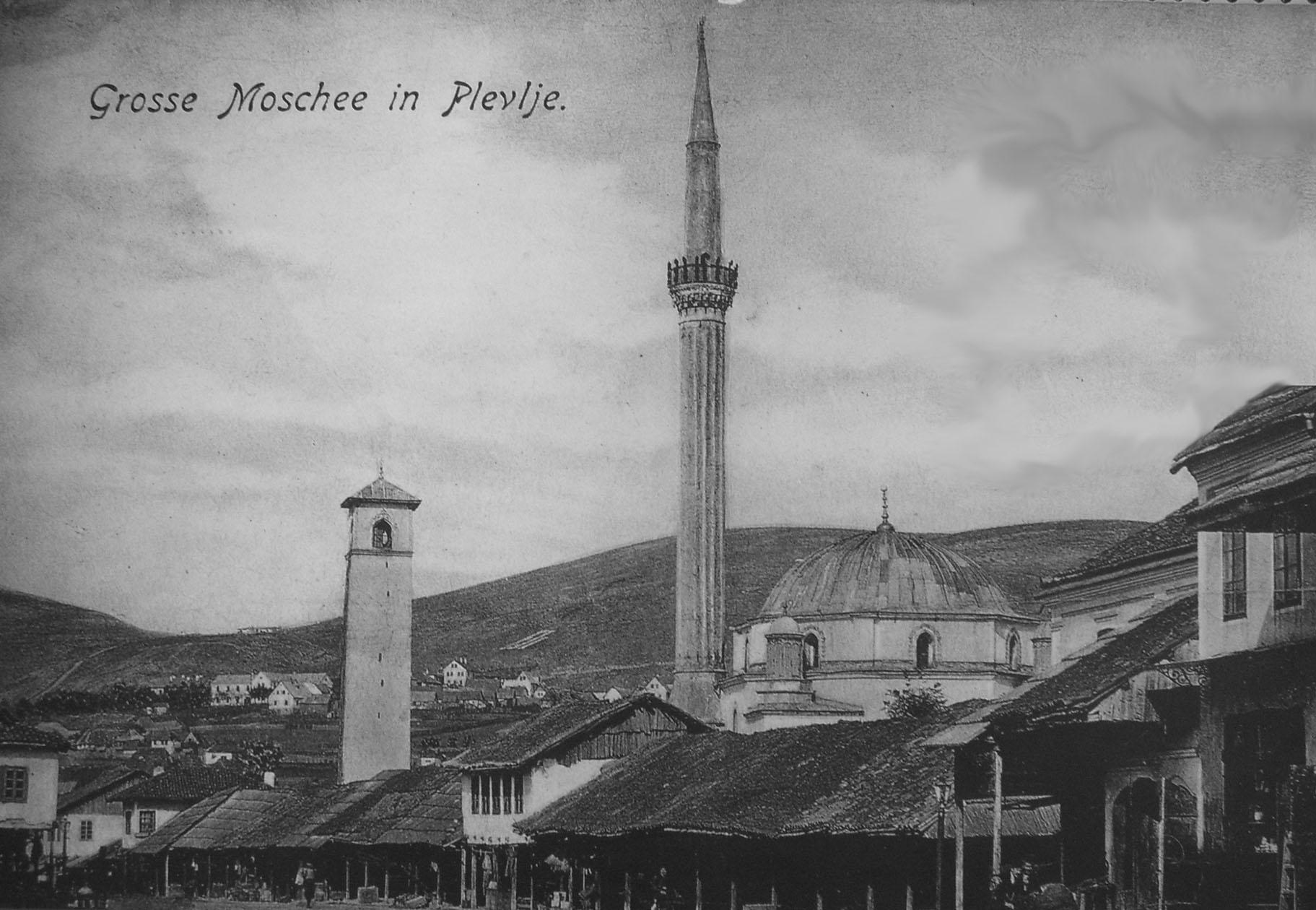
旧市街

1878年、この地はオーストリア＝ハンガリー帝国の統治下となり、5000人の兵士が駐屯し、その家族も同地に引っ越してきた。そして、同地にホテル、書店、シアター、広場等が設置され、近代西洋的な都市となった。1879年には現代的な薬局が出来、1880年には病院、1889年にはビール工場、1892年には写真館が誕生した。1908年になるとオスマン帝国が同地を回復した。オスマン帝国が支配した最後の時代、この地はタシュルジャ・サンジャクの中心都市となった。1912年に、セルビア王国とモンテネグロ王国の軍がこの地を占領した。翌1913年、この地はモンテネグロ王国領となり、第一次世界大戦後にユーゴスラビア王国に編入された。第二次世界大戦後は、ユーゴスラビア社会主義連邦共和国、セルビア・モンテネグロを経て、2006年より独立国となったモンテネグロに属している。

## 人口

### 都市中心部の人口
- 1981年3月3日 - 16,792人
- 1991年3月3日 - 20,887人
- 2003年11月1日 –21,337人

### 2003年の民族構成
| 民族             | 人数   | 比率   |
| ---------------- | ------ | ------ |
| セルビア人       | 21,972 | 59.52% |
| モンテネグロ人   | 7,750  | 20.99% |
| ムスリム         | 3,088  | 8.36%  |
| ボシュニャク人   | 2,023  | 5.48%  |
| クロアチア人     | 17     | 0.05%  |
| アルバニア人     | 11     | 0.03%  |
| その他           | 148    | 0.40%  |
| 民族自認の非表明 | 1,705  | 4.62%  |
| 不明             | 204    | 0.55%  |
| 総計             | 36,918 | 100%   |

## 旅行

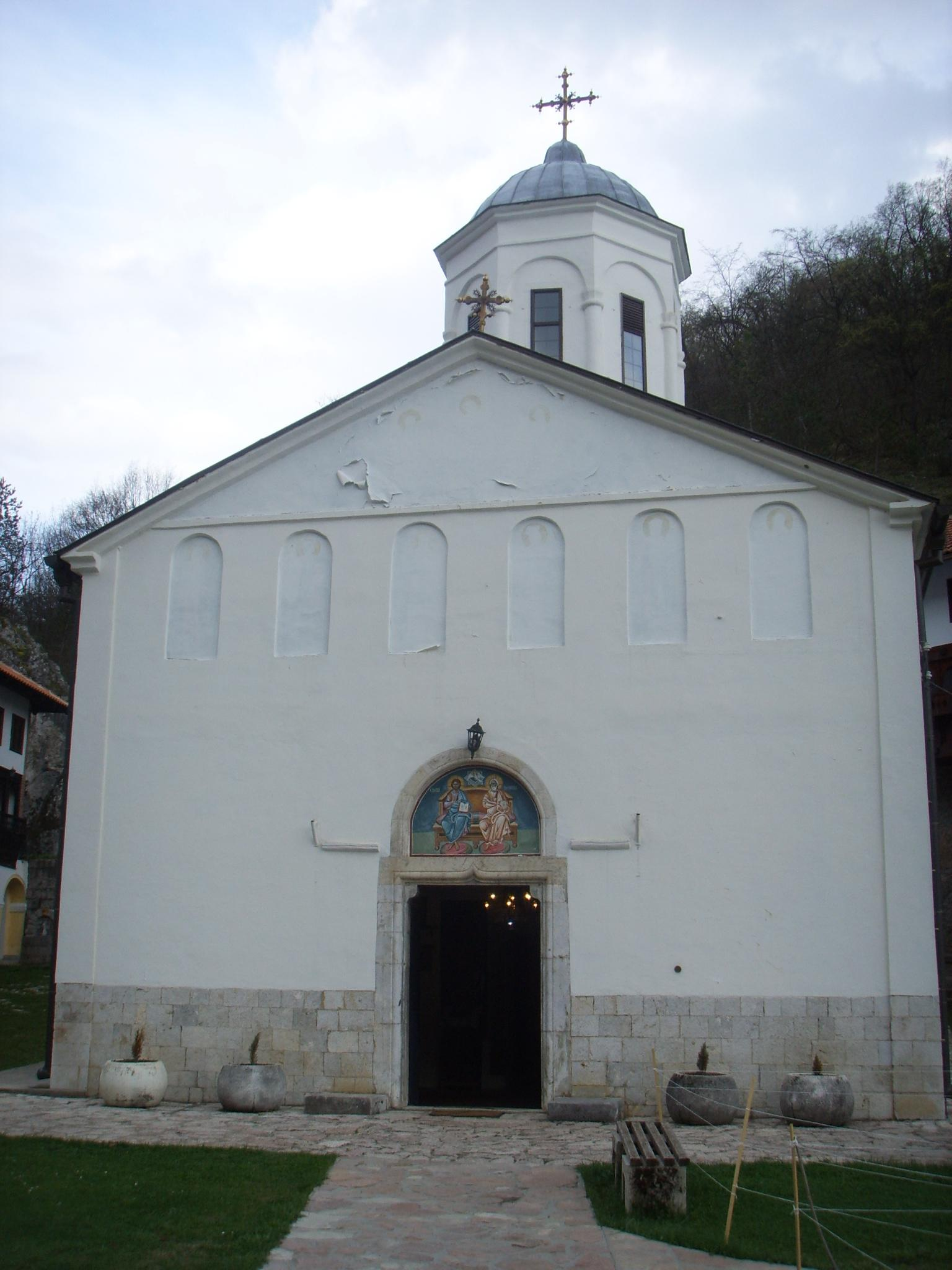
僧院

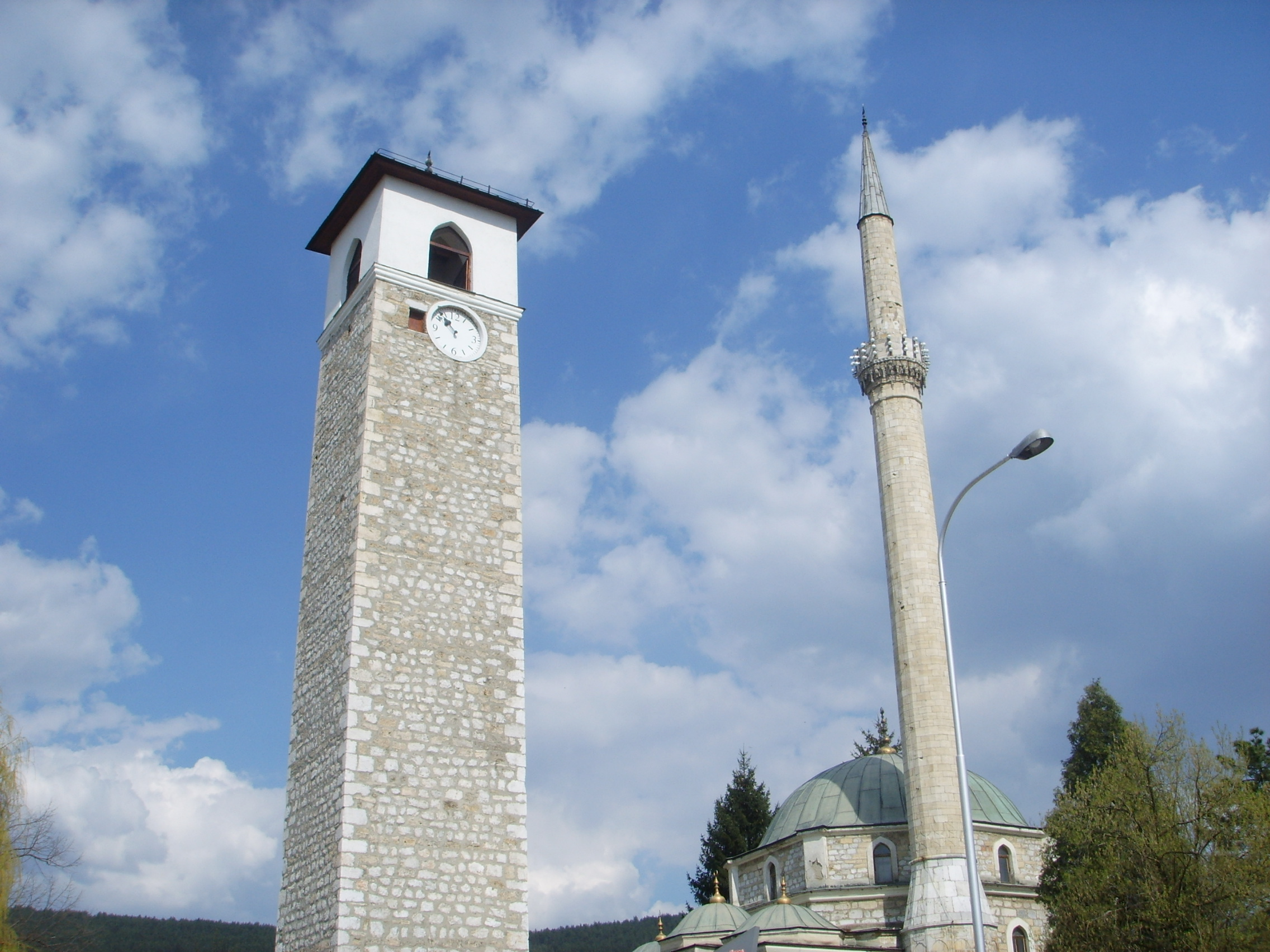
モスク

プリェヴリャにはローマ時代の遺構や僧院、聖堂、モスク、国内最古の学校等が所在している。

## 経済
プリェヴリャにはプリェヴリャ発電所があり、国内の電力の45%を発電しており、モンテネグロ唯一の炭鉱が隣接している。また、農業が全域で行われており、ウィンタースポーツの潜在的需要もあるとされており、モンテネグロの経済で重要な位置を占めている。